# Archiac
Archiac là một xã trong tỉnh Charente-Maritime tổng Archiac trong vùng Nouvelle-Aquitaine, tây nam nước Pháp. Xã Archiac nằm ở khu vực có độ cao trung bình 111 mét]] trên mực nước biển.

## Lịch sử biến động dân số
| Năm  | Dân số | Mật độ  | Phần trăm của tổng |
| ---- | ------ | ------- | ------------------ |
| 1962 | 813    | -       | -                  |
| 1968 | 856    | -       | -                  |
| 1975 | 890    | -       | -                  |
| 1982 | 868    | -       | -                  |
| 1990 | 837    | -       | -                  |
| 1999 | 864    | 192/km² | 14.05%             |

## Other
Archiac has a school, a church, a park and a square.